# Félix Beltrán
Félix Juan Alberto Beltrán Concepción (La Habana, 23 de junio de 1938–28 de diciembre de 2022) fue un diseñador gráfico y artista plástico cubano, considerado “padre del cartel cubano” y un destacado referente del diseño gráfico en Latinoamérica.

## Biografía
Nacido en La Habana en 1938 en el seno de una familia humilde, de padre mecánico y madre ama de casa, ambos opositores a la dictadura de Fulgencio Batista. A pesar de poseer un temprano interés por la psiquiatría, su aptitud para el dibujo le consiguió un puesto de diseñador en la agencia publicitaria McCann Erickson Co., donde prestó funciones entre 1953 y 1956. De allí viajó a Nueva York, donde se diplomó en la School of Visual Arts y en la American Art School, además de estudiar en el Art Students League de la misma ciudad. Allí recibió la influencia del modernismo de la época, como ser las técnicas de Saul Bass, a la vez que del cartelismo francés de Raymond Savignac y el diseño gráfico suizo de creadores como Josef Müller-Brockmann. Sin embargo, a partir de estas influencias logró dar forma a un estilo propio basado en la simplicidad como fundamento de una comunicación visual eficaz.
En el año 1962 regresó a Cuba y junto a diseñadores como Eduardo Muñoz Bachs, Antonio Pérez, Raúl Martínez y Alfredo Rostgaard dirigió la Comisión de Orientación Revolucionaria (COR), una oficina de publicidad encargada de crear afiches y piezas publicitarias para el gobierno de Fidel Castro. Junto a este equipo creó piezas icónicas del afiche político y el cartelismo cubano como la ilustración en duotono del Che Guevara (basada en la fotografía de Alberto Korda) o la campaña por la liberación de Angela Davis. A la par de su labor creativa, en 1963 comenzó su carrera como docente de diseño gráfico y de diseño industrial, profesión que lo acompañaría por el resto de su vida. Entre 1965 y 1966 volvería a los estudios, esta vez en el Círculo de Bellas Artes de Madrid. En 1974 fue elegido como jurado de la VI Bienal de Artes Gráficas en Checoslovaquia, y dos años más tarde hizo lo mismo en la VI Bienal Internacional de Carteles en Zaçheta Gallerand, Varsovia.
Desde 1982 vivió en la Ciudad de México, donde fundó en 1988 la Galería Artis y luego el primer Archivo de Diseño Gráfico Internacional de América Latina en la Universidad Autónoma Metropolitana. En 1989 fundó la Galería Códice del Instituto Nacional de Bellas Artes. Su lista de galardones incluyó el ser miembro de Honor de la Academia Mexicana de Diseño, miembro de Honor de la Asociación Diseñadores de Madrid (DIMAD), un doctorado honoris causa en diseño otorgado por la International University Foundation de Delaware y otro por parte de la Universidad Autónoma de San Luis Potosí. A 2021 sus obras habían formado parte de 66 exposiciones individuales y 456 colectivas.
Falleció a los 84 años el 28 de diciembre de 2022 en México, sin que se diesen a conocer las causas de su deceso.

## Libros publicados
- Desde el diseño (La Habana, 1970)[11]
- Letragrafía (La Habana, 1973)[11]
- Acerca del diseño (La Habana, 1975)[11]
- Félix Beltrán. Siempre el diseño (Madrid, 2022) (Compilación de los tres libros anteriores, editado por Sonia Díaz y Gabriel Martínez)[6]